# Kollywood
Kollywood aneb tamilská kinematografie je neformální název pro kinematografii indického svazového státu Tamilnádu, kde vznikají filmy v tamilštině. Sídlem tamilského filmového průmyslu je čennajská čtvrť Kodambakkam, jež mu také dala jméno (ve spojení s názvem Hollywood - centrem filmového průmyslu USA).
Kollywood spolu s Bollywoodem a Tollywoodem patří k největším filmovým průmyslům v Indii.
Tamilské filmy obsahují prvky typické pro všechny indické mainstreamové kinematografie, jako je kombinování žánrů či užívání muzikálových vsuvek, mají však svébytnou estetiku, často založenou na tradiční tamilské kultuře. Charakteristickým znakem jsou také často až absurdně přehnané akční scény, v nichž hrdinové vykazují vyloženě nadlidské schopnosti.